# 比嘉世幸
比嘉 世幸（ひが せこう、1898年11月8日 - 1966年4月16日 ）は、沖縄県の剛柔流空手家。称号範士。 沖縄県空手道連盟の初代副会長。剛柔流国際空手古武道連盟の初代会長。

## 来歴
明治31年（1898年）11月8日に沖縄県那覇区字東で生まれる。
明治44年（1911年）1３歳の時に東恩納寛量に師事する。同時期には宮城長順、許田重発、比嘉世幸の３名が東恩納寛量に師事していた。
大正4年（1915年）東恩納寛量の他界後は、東恩納寛量から教えを受けた那覇手の型や古武道の研鑽を積んだ。高弟の宮城長順が福建省での修行から沖縄に戻ってくると、宮城長順からは三戦（さんちん）の稽古指導を受けた。
大正8年（1919年）　沖縄県立水産学校（現在の沖縄県立沖縄水産高等学校）を卒業後、島尻郡真壁小学校代用教員に奉職した。
大正9年（1920年）　伊是名尋常小学校に転勤。
大正11年（1922年）　警察官に転職し、警察巡査拝命。首里、那覇、糸満署などに勤務し、警察官を中心に指導。
昭和6年（1931年）　空手道場設立のため警察官を退職。
昭和7年（1932年）　剛柔流空手研究所を弟子の渡口政吉と那覇市松下町に設立。
昭和9年（1934年）　第一回武徳祭演武大会において演武を披露し、大日本武徳会鈴木壮六より表彰される。
昭和10年（1935年）友人からの頼みで空手指導のためサイパンに移住する。この時、弟子の泉川寛喜も同行した。
昭和12年（1937年）サイパンでの空手指導から沖縄に帰省。
昭和15年（1940年）大日本武徳会より長嶺将真（松林流開祖）、金城兼盛、山口實美（のちに剛玄と改名）、とともに空手術錬士の称号を受ける。
昭和25年（1950年）那覇市与儀に尚道館を設立。
昭和29年（1954年）大日本武徳会より範士の称号を受ける。
昭和31年（1956年）沖縄県空手道連盟の初代副会長に就任。
昭和34年（1959年）に剛柔流国際空手古武道連盟を設立。初代会長に就任。同年、沖縄県空手道連盟会長に就任。
昭和41年（1966年）4月16日に武人としての輝かしい生涯を閉じた。

## エピソード
- 1931年に剛柔流空手研究所を設立をした当時、宮城長順から道場開設を許されたのは比嘉世幸、新里仁安、神谷仁清、八木明徳の４名のみであった。

- 初代副会長を務めた沖縄空手道連盟の役員理事には、沖縄空手道の発展に尽くした下記の人物がいた。
【松林流】長嶺将真、喜屋武眞榮、久志助恵、島袋孝助。
【小林流】知花朝信、比嘉佑直、宮平勝哉、祖堅方範、仲里周五郎。
【剛柔流】比嘉世幸、八木明徳、宮里栄一、渡口政吉。
【上地流】上地完英、友寄隆宏、糸数盛喜、宮城清三郎。

- 宮城長順は剛柔流を柔道や剣道と並ぶ国民体育として日本全国に普及することを目指し、京都の大日本武徳会本部に赴き、中学校や本土の大学で教授したのと対照的に比嘉世幸は剛柔流を武術として捉え他の那覇手の型や古武道も残したと言われる。

- 沖縄県立糸満高等学校、琉球大学、沖縄刑務所に指導に赴いていた。[8][9][10][11]
- 糸満剛柔流空手道場（※当時）の比嘉世幸先生の門下生の寄稿文『思い出の比嘉世幸先生』（平成9年5月30日）には「当初の三戦は全て開掌で、突きは貫手であった。また、呼吸法も現在のように激しい呼吸音ではなく静かな、人に悟られない呼吸法であった。また現在の演武のように両肩をバッシバッシと強く叩くような鍛え方は無かった。そして一般には型の伝承も一人に一つの型だけを授ける指導方針であられた。」と述べている。

## 著名な弟子
玉城 寿英
高嶺 朝睦
福地 清幸
渡口政吉
饒平名 知繁
比嘉 世吉
伊志嶺 朝信
喜友名 朝有
福元 英吉
蔵下 英喜
大城 譲
宜保 成喜
又吉 清徳
泉川寛喜

Kimo Wall

## 比嘉世幸の系譜の現存する道場
- 剛柔流国際空手古武道連盟　尚道館伊敷道場（沖縄県糸満市字名城）
- 剛柔流国際空手古武道連盟　尚道館前田道場（沖縄県那覇市首里儀保）
- 剛柔流国際空手古武道連盟　宜保道場（豊見城市字翁長）
- 無心舘総本部道場（宮城県白石市）